# Шпанија на Летњим олимпијским играма 2016.
Шпанија је учествовала на Летњим олимпијским играма 2016. које су одржане у Рио де Жанеиру у Бразилу од 5. до 21. августа 2016. године. Олимпијци Шпаније такмичили су се у 27 спортова и освојили 17 медаља од којих седам златних, четири сребрне и шест бронзаних. Највише медаља освојено је у кајаку, четири од којих су три златне.

## Освајачи медаља

### Злато
- Миреја Белмонте Гарсија — Пливање, 200 м делфин
- Мајален Шуро — Кајак и кану, К-1
- Марк Лопез, Рафаел Надал — Тенис, парови
- Маркус Валц — Кајак и кану, К-1 1000 м
- Саул Кравиото, Кристијан Торо — Кајак и кану, К-2 200 м
- Каролина Марин — Бадминтон, појединачно
- Рут Беитија — Атлетика, скок у вис

### Сребро
- Орландо Ортега — Атлетика, 110 м препоне
- Ева Калво — Теквондо, до 57 кг
- Ана Круз, Силвија Домингез, Лаура Гил, Асту Ндур, Лаура Николс, Лаија Палау, Лусила Паскуа, Лаура Кеведо, Леонор Родригез, Летисија Ромеро, Алба Торенс, Марта Шарагај — Кошарка, женска репрезентација
- Сандра Агилар, Артеми Гавезу, Елена Лопез, Лурдес Моедано, Алехандра Керида — Ритмичка гимнастика, екипни вишебој

### Бронза
- Миреја Белмонте Гарсија — Пливање, 400 м мешовито
- Лидија Валентин — Дизање тегова, до 75 кг
- Хоел Гонзалез — Теквондо, до 68 кг
- Саул Кравиото — Кајак и кану, К-1 200 м
- Алекс Абрињес, Хосе Мануел Калдерон, Виктор Клавер, Руди Фернандез, Пау Гасол, Гиљермо Ернангомез, Серхио Љуљ, Никола Миротић, Хуан Карлос Наваро, Фелипе Рејес, Серхио Родригез, Рики Рубио — Кошарка, мушка репрезентација
- Карлос Колома — Бициклизам, крос-кантри

## Учесници по спортовима
| Спорт            | Мушкарци | Жене | Укупно |
| ---------------- | -------- | ---- | ------ |
| Атлетика         | 29       | 18   | 47     |
| Бадминтон        | 1        | 1    | 2      |
| Бициклизам       | 9        | 3    | 12     |
| Бокс             | 2        | 0    | 2      |
| Ватерполо        | 13       | 13   | 26     |
| Веслање          | 2        | 2    | 4      |
| Гимнастика       | 2        | 7    | 9      |
| Голф             | 2        | 2    | 4      |
| Дизање тегова    | 3        | 1    | 4      |
| Једрење          | 7        | 7    | 14     |
| Кајак и кану     | 9        | 2    | 11     |
| Коњички спорт    | 7        | 2    | 9      |
| Кошарка          | 12       | 12   | 24     |
| Одбојка на песку | 2        | 2    | 4      |
| Пливање          | 13       | 11   | 24     |
| Рагби седам      | 12       | 12   | 24     |
| Рвање            | 1        | 0    | 1      |
| Рукомет          | 0        | 14   | 14     |
| Синхроно пливање | -        | 2    | 2      |
| Стони тенис      | 1        | 2    | 3      |
| Стреличарство    | 3        | 1    | 4      |
| Стрељаштво       | 4        | 2    | 6      |
| Теквондо         | 2        | 1    | 3      |
| Тенис            | 5        | 4    | 9      |
| Триатлон         | 3        | 3    | 6      |
| Хокеј на трави   | 16       | 16   | 32     |
| Џудо             | 2        | 3    | 5      |
| 27 спортова      | 162      | 143  | 305    |